# Accrington
Accrington es una ciudad del distrito de Hyndburn, en el condado de Lancashire (Inglaterra). Fue un centro de las industrias antiguas del algodón y de la maquinaria textil. La ciudad es famosa por la fabricación de los ladrillos de construcción duros y densos, utilizados en la construcción del Empire State Building y de los cimientos de la torre de Blackpool. La ciudad es famosa  por el Accrington Stanley Football Club y la Galería de Arte Haworth, poseedora de la colección más grande de vidrio Tiffany de Europa.
Accrington se encuentra a unos 6,5 km al este de Blackburn; 10 km al oeste de Burnley; 21 km al este de Preston; y 32 km  al norte del centro de la ciudad de Mánchester. La ciudad tiene una población de 45 600 habitantes según el censo de 2001 y el área urbana tiene una población de más de 80 000 habitantes.

## Geografía
Según la Oficina Nacional de Estadística británica, Accrington tiene una superficie de 6,96 km².

## Historia

### Origen del nombre
El nombre de Accrington parece ser de origen anglosajón. En los registros aparece indistintamente como Akarinton en 1194; Akerunton, Akerinton y Akerynton en 1258; Acrinton en 1292; Ackryngton en 1311 y Acryngton en 1324.
El nombre puede significar "aldea o granja de bellotas" por el término anglosajón æcern, que significa bellota, y tun, que significa alquería o aldea. La parte sur de Accrington, el municipio de Nueva Accrington, era antiguamente el bosque de Blackburnshire y de la presencia de robles (Oak, en Inglés) pueden derivarse los topónimos locales de Broad Oak y Oak Hill. Los productos del roble eran la base del alimento para los cerdos y puede que una granja de tales productos haya sido el origen del nombre. El anglosajón ᴁcerntun pudo convertirse en Akerenton, Akerinton y similares en el inglés medieval. También se debe considerar que en el dialecto de Lancashire "bellota" se decía Akran.
No se conoce un nombre propio del inglés antiguo del que pueda derivarse el nombre de Accrington, pero sí los nombres frisios Akkrum, Akkeringa y el nombre holandés Akkerghem, que son derivaciones del nombre propio Akker, que a su vez, podría tener su correspondiente en el inglés antiguo y de él podría derivarse el nombre de la ciudad.

### Historia temprana
Accrington abarca dos localidades que se establecieron en 1507, tras la deforestación. Ambos municipios, el viejo y el nuevo Accrington, se fusionaron en 1878 en un solo consejo municipal. Ha habido asentamientos allí desde época medieval, probablemente en la zona de Grange Lane, Black Abbey. También la Carretera Real, que pasa al norte de la ciudad, fue en su tiempo utilizada por los reyes y reinas de Inglaterra para la caza, cuando el bosque de Accrington fue uno de los cuatro bosques del distrito de Blackburnshire.

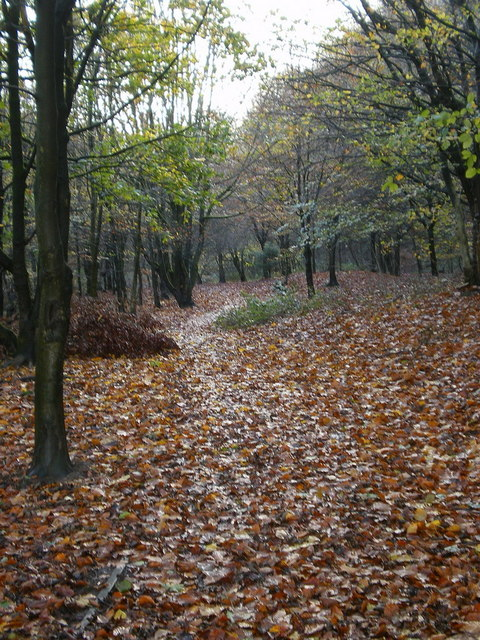
Sendero

Robert de Lacy dio el señorío de Accrington a los monjes de Kirkstall en el siglo XII. Los monjes construyeron allí una granja y para hacerlo expulsaron a la población local que se vengó incendiando el nuevo edificio y matando a los tres monjes legos que la ocupaban. Accrington no permanecería mucho tiempo en manos monásticas antes de retornar a las de los Lacy. 
Se piensa que los monjes de Kirkstall pudieron construir una pequeña capilla durante su estancia para comodidad de los que vivían allí, pero los registros son inciertos. Lo que se sabe es que había una capilla en Accrington antes de 1553, de la que el vicario de Whalley era el responsable. Los curas de capillas próximas ejercían el culto. En 1717 la misa la daba un cura católico una vez al mes. En 1763 se construyó la Iglesia de Santiago Apóstol en sustitución de la antigua capilla, sin embargo no fue parroquia hasta 1870.

## Revolución Industrial
Accrington fue un centro de la revolución industrial. Alejado lo suficiente de los políticos de Londres, Lancashire fue una lugar relativamente libre de restricciones. Ciencia, religión e industria quedaron fuera de los controles del sur, y nuevas ideas y métodos empezaron a surgir. La conjunción de un imperio de posibles consumidores, nuevos derechos a la propiedad y el poder de las clases no aristocráticas dio la oportunidad para que se iniciara la revolución industrial. En los siglos anteriores los artesanos de la lana y materiales vendían en el mercado local.  En 1764 James Hargreaves inventó su máquina hiladora y abrió la puerta a las primeras fábricas mecanizadas del mundo en Accrington, iniciando por lo tanto la revolución industrial.

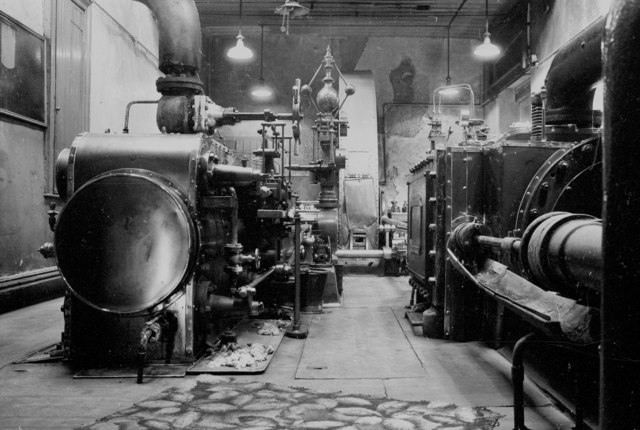
Máquina de vapor

### Industria textil
La primera mina de carbón en el distrito se registró en Clayton le Moors en 1376 a la que añadieron otras durante los siglos siguientes, aunque fue la industria textil la que haría famosa a la ciudad. A mediados del siglo XVIII la industria de la lana empleaba a muchas personas, pero acabó siendo sustituida en pocos años por la del algodón, más barato y fácil de trabajar. La demanda de algodón aumentó y estimuló la empresa y la innovación; los empresarios locales supieron aumentar la producción de algodón hilado y de tejidos, que exportaban a todo el mundo. La necesidad de fuerza motriz para los telares hizo que se construyeran varios embalses en los alrededores y eso incrementó la producción a un ritmo hasta entonces desconocido. La familia Peel también fue pionera en la impresión del calicó y estableció una imprenta en Brookside, Oswaldtwistle, en 1760, lo que significaba que los productos textiles salían terminados y listos para vender en cuanto salían de Accrington.

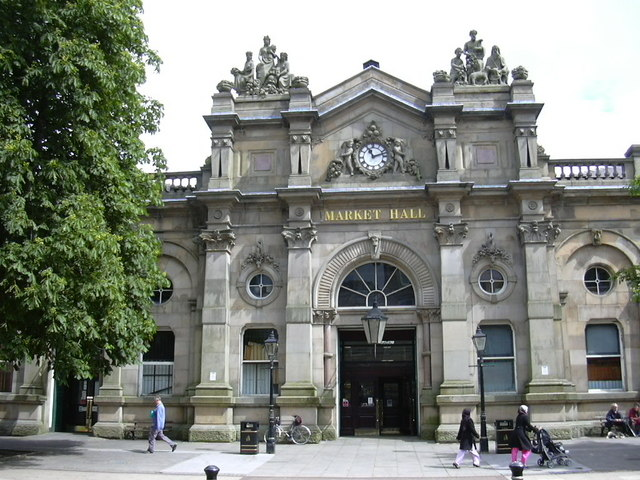
Market Hall

Aunque la industrialización sembró el descontento entre los trabajadores, en 1780 había cinco fábricas de hilados en Accrington, que empleaban a cuarenta hilanderas y se inauguró una imprenta en Foxhill Bank. Broad Oak Mill Printworks abrió dos años más tarde.

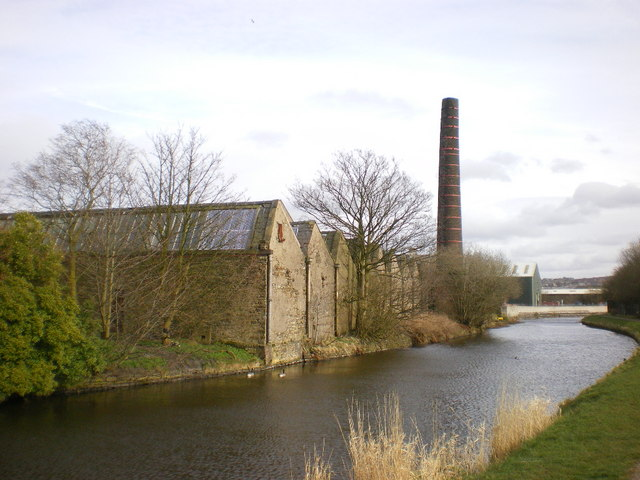
Molino

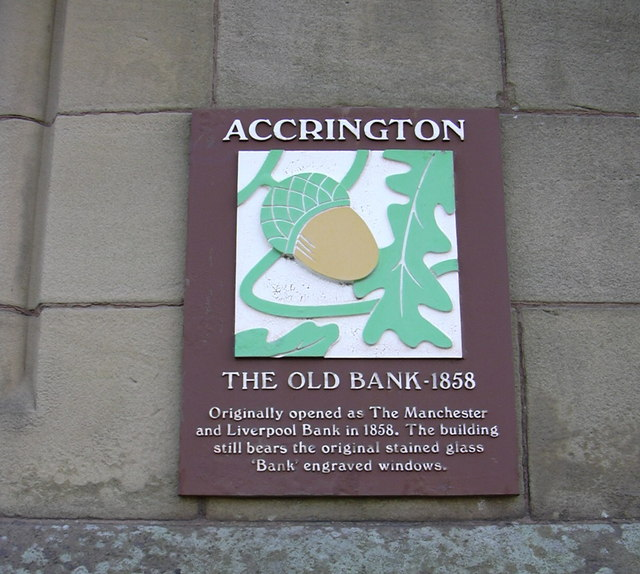
Placa en Eagle Street

### Historia del crecimiento
Hasta alrededor de 1830, los visitantes consideraban Accrington tan solo como una aldea importante. La Revolución Industrial, sin embargo, dio lugar a grandes cambios y la ubicación de Accrington en la confluencia de una serie de cursos de agua la hizo atractiva a la industria, por lo que a mediados del siglo XVIII se construyeron en la ciudad una serie de fábricas. La industrialización continuó y a finales del siglo XVIII  los terratenientes locales comenzaron a construir mansiones en  las afueras de la población, donde se encontraban su molinos, mientras que sus empleados vivían en condiciones insalubres de hacinamiento en el centro.
La industrialización tuvo como resultado el rápido crecimiento de la población durante el siglo XIX, con la llegada de moradores del noroeste de Inglaterra. El aumento de la población fue de 3266 en 1811 hasta su máximo en 1911 con 45 029. 
Este rápido crecimiento demográfico y la lenta respuesta de la iglesia anglicana permitió a los inconformistas florecer en la ciudad. A mediados del siglo XIX había iglesias wesleyana, metodista primitiva, reino metodista libre, congregacionalistas, bautistas, swedenborgiana, unitarios, católica y católica apostólica en la ciudad. La iglesia swedenborgiana era tan grande que se consideró la catedral de esa corriente religiosa.
Durante muchas décadas la industria textil, la industria de máquinas  y la minería del carbón fueron las actividades centrales de la ciudad. Las fábricas de algodón proporcionaban trabajo para los habitantes, pero a menudo en condiciones muy difíciles. Hubo conflictos constantes con los patronos sobre los salarios y las condiciones de trabajo. El 24 de abril de 1826, más de 1000 hombres y mujeres, muchos de ellos armados, se reunieron en Whinney Hill en Clayton le Moors a escuchar a un orador. Desde allí marcharon hacia la fabrica de Sykes en Higher Grange Lane, cerca de donde hoy están la comisaría de policía y los tribunales,  y destrozaron más de 60 telares. Estos disturbios se propagaron aOswaldtwistle, Blackburn, Darwen, Rossendale, Bury y Chorley. Después de tres días de disturbios 1139 telares fueron destruidos, cuatro alborotadores y dos transeúntes muertos a tiros por las autoridades en Rossendale y 41 manifestantes condenados a muerte, aunque todas las sentencias fueron conmutadas.
En 1842 una huelga general, los plug riots, se extendió de ciudad en ciudad en protesta por las falta de trabajo. En una población de 9000 personas tan sólo 100 estaban totalmente empleados. A partir de 15 de agosto de 1842 la situación se desbordó y bandas de hombres entraron en las fábricas que estaban trabajando y pararon la maquinaria al inutilizar los tapones de calderas (boiler plugs). Esto hizo que el agua y el vapor se escaparan y la maquinaria dejara de funcionar. Miles de huelguistas fueron de pueblo en pueblo para persuadir a la gente a unirse a la huelga en algaradas que duraron alrededor de una semana. La huelga se asoció con el movimiento cartista, pero finalmente no tuvo éxito en sus objetivos.
A principios de la década de 1860 la crisis de la industria del algodón de Lancashire afectó gravemente a Accrington, aunque menos que a su área de influencia debido a su economía más diversificada. El desempleo llegó a afectar a la vez a la mitad de los obreros de las fábricas. 
Las condiciones eran tales que en 1853 se constituyó una junta local de salud y la propia ciudad la incorporó en 1878 para la aplicación de leyes locales para mejorar la ciudad.

### Carbón
En su apogeo, la cuenca carbonífera del este de Lancashire, centrada en Burnley, Accrington y Rossendale, tenía alrededor de 50 pozos. La minería del carbón estaba en segundo lugar, detrás solamente de los textiles como principal empleador de la zona. Las minas de carbón del este de Lancashire fueron una importante fuente de empleo durante casi 150 años, hasta que el último hoyo profundo —Hapton Valle Colliery— cerró en 1982. 

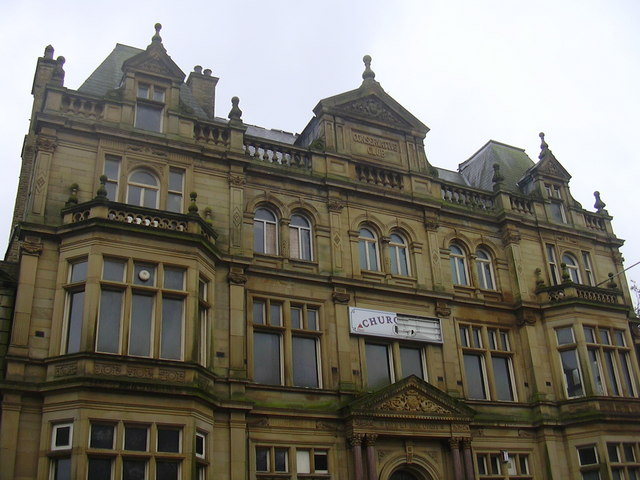
Conservative Club, Cannon street, Accrington.

Mientras que los pueblos locales se convirtieron en los principales centros de producción de algodón, a menudo con más telares que personas, era el carbón el que alimentaba los hornos y calderas de las máquinas de vapor de las fábricas. Sin carbón, Gran Bretaña nunca se hubiera convertido en la gran nación manufacturera que fue.

## Demografía
Según el censo de 2001, Accrington tenía 35 203 habitantes (48,67% varones, 51,33% mujeres) y una densidad de población de 5057,9 hab./km². El 24,15% eran menores de 16 años, el 68,66% tenían entre 16 y 74 años, y el 7,2% eran mayores de 74 años. La media de edad era de 36,71 años.

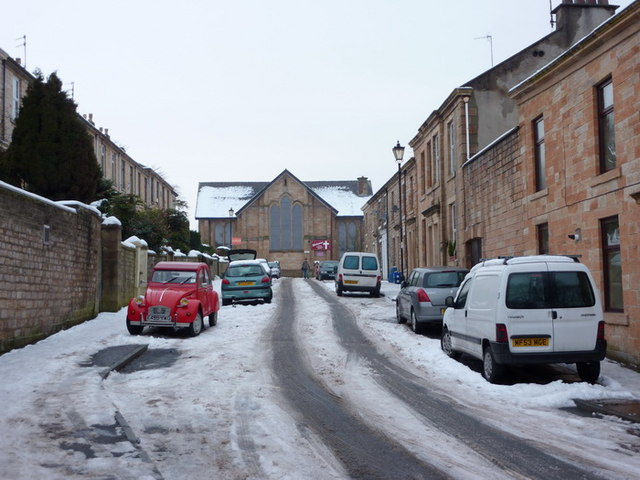
Christ Church Street, Accrington.

El 88,68% eran originarios de Inglaterra y el 3,21% de otras naciones constitutivas del Reino Unido, mientras que el 1,44% eran del resto de países europeos y el 6,67% de cualquier otro lugar. Según su grupo étnico, el 84,94% de los habitantes eran blancos, el 0,76% mestizos, el 14,01% asiáticos, el 0,11% negros, el 0,11% chinos y el 0,07% de cualquier otro. El cristianismo era profesado por el 69,38%, el budismo por el 0,07%, el hinduismo por el 0,06%, el judaísmo por el 0,02}%, el islam por el 13,6%, el sijismo por el 0,05% y cualquier otra religión por el 0,16%. El 9,25% no eran religiosos y el 7,41% no marcaron ninguna opción en el censo.
Del total de habitantes con 16 o más años, el 27,59% estaban solteros, el 50,51% casados, el 2,86% separados, el 9,55% divorciados y el 9,49% viudos. Había 13 910 hogares con residentes, de los cuales el 29,15% estaban habitados por una sola persona, el 11,07% por padres solteros con o sin hijos dependientes, el 34,99% por parejas casadas y el 9,58% sin casar, con o sin hijos dependientes en ambos casos, el 8,07% por jubilados y el 7,15% por otro tipo de composición. Además, había 1176 hogares sin ocupar y 10 eran alojamientos vacacionales o segundas residencias.

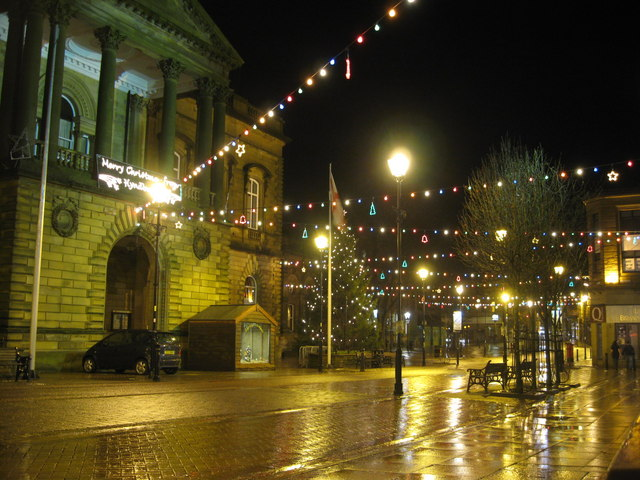
Vista nocturna del ayuntamiento

## Equipo de fútbol
Otra asociación famosa de la ciudad es la Accrington Stanley FC. El nombre del club es invocado a menudo como símbolo de  causas valientes pero sin esperanza.
El club entró en la Liga de Fútbol en 1921 con la formación de la antigua Tercera División (del Norte); después de frecuentar los puestos inferiores del fútbol Inglés durante cuarenta años, terminaron por renunciar a la Liga en 1962, debido a problemas financieros, y quebró en 1965. El club se reformó tres años más tarde y luego se abrió camino a través de las divisiones que no eran de la liga hasta llegar a la Conferencia Nacional en 2003. En la temporada 2005-06, Stanley, después de ganar contra el Woking con tres partidos de ventaja, aseguró la vuelta a la Liga de Fútbol y la ciudad lo celebra con un pequeño desfile y honores a los ejecutivos del equipo. Casualmente, uno de los equipos descendidos -y sustituidos por el Stanley-era el Oxford United, que fue el que sustituyó por votación en la Liga de Fútbol al anterior Accrington Stanley. El estadio de fútbol se llama Crown Ground. Hasta la temporada 2012-13, cuando Fleetwood Town llegó a la liga, Accrington era la ciudad más pequeña de Inglaterra y Gales con un club en la liga de fútbol.
Accrington Stanley Football Club tiene su propio pub en la ciudad, the Crown, desde julio de 2007.

### Historial del equipo
Un club anterior , el Accrington FC, fue uno de los doce miembros fundadores de la Liga de Fútbol en 1888. Sin embargo, su permanencia en la liga fue aún de menos éxito y considerablemente más breve que la del Accrington Stanley: cayeron fuera de la liga en 1893 y quebraron poco después por problemas financieros. La ciudad de Accrington por lo tanto tiene la "distinción" única de haber perdido dos clubes distintos de fútbol de la liga.

## Tiffany Glass
La Galería de Arte Haworth en Accrington contiene una sobresaliente colección de  cristalería Tiffany presentado al pueblo por Joseph Briggs. La colección de jarrones Art Nouveau es considerada la más importante de Europa. Uno de los elementos más llamativos es una pieza de exposición de mosaico de vidrio, diseñado por Briggs y titulado Cacatúas con cresta de azufre.

## Howard & Bullough
Howard y Bullough era una empresa de fabricantes de máquinas textiles en Accrington, Lancashire. La compañía fue mayor fabricante del mundo de telares mecánicos en la década de 1860.

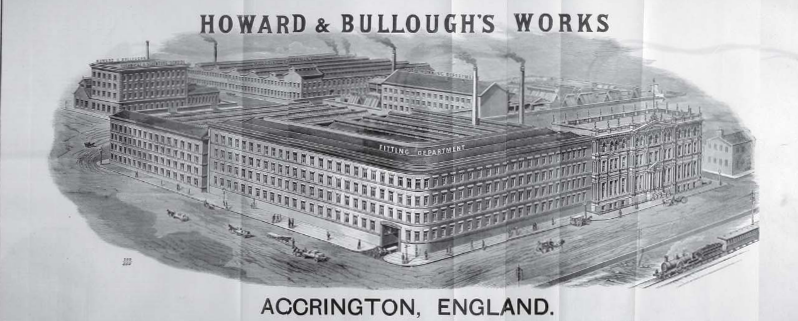
Fábrica Howard y Bullough

Durante la Segunda Guerra Mundial se dedicaron a la fabricación de armamentos, como bayonetas, proyectiles, cureñas, plomos de minas y componentes de aeronaves.
En la recesión de la década de 1930, Platt Brothers, Howard y Bullough, Brooks y Doxey, Asa Lees, Dobson y Barlow, Joseph Hibbert, John Hetherington y Tweedales y Smalley se fusionaron para convertirse en fabricantes de maquinaria textil Ltd., pero las unidades individuales continuaron con el comercio bajo su propio nombre hasta la década de 1970, cuando fueron fusionadas en una compañía llamada Platt UK Ltd. En 1991, la compañía cambió su nombre por el de Platt Saco Lowell. La fabrica en Accrington cerró en 1993.